# Thal-Drulingen
Thal-Drulingen je občina v departmaju Bas-Rhin francoske regije Alzacija.
Leta 2012 je v občini živelo 180 oseb oz. 34 oseb/km².